# Acque di prima pioggia
Per acque di prima pioggia si identificano convenzionalmente, secondo la legislazione italiana, i primi 5 mm d'acqua precipitata durante un evento meteorico per ogni metro quadrato di superficie impermeabile dotata di rete drenante. Ai fini del calcolo delle portate, si stabilisce che tale quantitativo d'acqua corrisponda a quello che raggiunge la superficie nei primi 15 minuti dell'evento meteorico.
Con lo sviluppo urbanistico degli ultimi decenni, si è incrementata in modo eccezionale la quantità di aree impermeabili soprattutto destinate ad usi produttivi e/o commerciali. Per questo sono state messe a punto delle normative che prevedono l'obbligo di accumulare le acque meteoriche ricadenti sulle superfici impermeabili e di trattarle al fine di evitare il recapito nei corsi d'acqua o nelle pubbliche fognature di sabbia, terriccio, idrocarburi, residui oleosi, particelle di materiali di consumo provenienti dagli autoveicoli circolanti, eccetera.
A tal fine, la prima normativa che ha regolamentato l'afflusso e il trattamento di questo tipo di acque è stata quella della Regione Lombardia, che con la legge n. 62 del 27 maggio 1985 ha definito cosa si intende per "acqua di prima pioggia" e quali sono i trattamenti indispensabili.
Col decreto legislativo n. 152 dell'11 maggio 1999, e successivamente col decreto legislativo n. 152 del 3 aprile 2006, la normativa nazionale ha recepito il concetto di acque di prima pioggia e all'articolo n. 113 del d.lgs. n. 152/2006 si legge:
"Ai fini della prevenzione di rischi idraulici ed ambientali, le Regioni, previo parere del Ministero dell'ambiente e della tutela dei territori, disciplinano e attuano:
a) le forme di controllo degli scarichi di acque meteoriche di dilavamento, provenienti da reti fognarie separate;
b) i casi in cui può essere richiesto che le immissioni delle acque meteoriche di dilavamento, effettuate tramite altre condotte separate, siano sottoposte a particolari prescrizioni, ivi compresa l'eventuale autorizzazione."